# AFC Champions League 2010
Die AFC Champions League 2010 war die 29. Auflage des höchsten Kontinentalwettbewerbs in Asien, der zum siebenten Mal unter seinem jetzigen Namen ausgetragen wurde. Der Gewinner des Wettbewerbs, Seongnam Ilhwa Chunma, qualifizierte sich für die FIFA-Klub-Weltmeisterschaft 2010. Die Auslosung fand am 7. Dezember 2009 im Hauptsitz der AFC, in Kuala Lumpur, statt.

## Qualifikation
Insgesamt 38 Mannschaften nahmen an der AFC Champions League 2010 teil. Nach Abschluss der Qualifikationsrunde nahmen 31 Mannschaften sowie der Titelverteidiger aus dem Vorjahr an der Hauptrunde teil.

### Teilnahmeberechtigte Länder
Anders als zum Beispiel bei der UEFA Champions League, waren nur bestimmte Länder und Verbände teilnahmeberechtigt, die den Kriterien der AFC entsprechen.
Qualifikationsrunde: (8 Mannschaften)
- je eine Mannschaft aus  Vereinigte Arabische Emirate,  Indonesien,  Singapur,  Thailand,  Indien,  Vietnam
- plus die Finalisten des AFC Cup 2009

Die Verlierer der Qualifikationsrunden spielten im AFC Cup 2010.
Gruppenphase: (32 Mannschaften)
- 2 Gewinner der Qualifikation

Direkt qualifiziert waren:
- je vier Mannschaften  Japan,  VR China,  Iran,  Südkorea,  Saudi-Arabien
- je drei Mannschaften  Vereinigte Arabische Emirate
- je zwei Mannschaften  Australien,  Usbekistan,  Katar
- je eine Mannschaft  Indonesien

## Qualifizierte Mannschaften

### Qualifikationsrunde
| Ostasien                  | Ostasien                                   |
| Verein                    | Qualifikationsberechtigung                 |
| ------------------------- | ------------------------------------------ |
| Sriwijaya FC              | Indonesia Super League 2008/09 Vizemeister |
|                           |                                            |
| FC Singapore Armed Forces | S. League 2009 Meister                     |
|                           |                                            |
| Muang Thong United        | Thai Premier League 2009 Meister           |
|                           |                                            |
| SHB Đà Nẵng               | V-League 2009 Meister                      |

| Westasien             | Westasien                   |
| Verein                | Qualifikationsberechtigung  |
| --------------------- | --------------------------- |
| Al-Wahda              | UAE League 2008/09 4. Platz |
|                       |                             |
| Churchill Brothers SC | I-League 2008–09 Meister    |

| AFC Cup Qualifikanten | AFC Cup Qualifikanten      |
| Verein                | Qualifikationsberechtigung |
| --------------------- | -------------------------- |
| Al-Karama             | AFC Cup 2009 Finalist      |

### Gruppenphase
| Ostasien (Gruppen E–H)    | Ostasien (Gruppen E–H)                              |
| Verein                    | Qualifikationsberechtigung                          |
| ------------------------- | --------------------------------------------------- |
| Kashima Antlers           | J. League 2009 Meister                              |
| Kawasaki Frontale         | J. League 2009 Vizemeister                          |
| Gamba Osaka               | J. League 2009 3. Platz Emperor’s Cup 2009 Gewinner |
| Sanfrecce Hiroshima       | J. League 2009 4. Platz                             |
|                           |                                                     |
| Beijing Guoan             | Chinese Super League 2009 Meister                   |
| Changchun Yatai           | Chinese Super League 2009 Vizemeister               |
| Henan Construction        | Chinese Super League 2009 3. Platz                  |
| Shandong Luneng Taishan   | Chinese Super League 2009 4. Platz                  |
|                           |                                                     |
| Melbourne Victory         | A-League 2008/09 Meister                            |
| Adelaide United           | A-League 2008/09 Vizemeister                        |
|                           |                                                     |
| Jeonbuk Motors            | K-League 2009 Meister                               |
| Suwon Bluewings           | Korean FA Cup 2009 Gewinner                         |
| Pohang Steelers           | K-League 2009 Vizemeister                           |
| Seongnam Ilhwa Chunma     | K-League 2009 3. Platz                              |
|                           |                                                     |
| Persipura Jayapura        | Indonesia Super League 2008/09 Meister              |
|                           |                                                     |
| FC Singapore Armed Forces | Gewinner Qualifikation Ostasien                     |

| Westasien (Gruppen A–D) | Westasien (Gruppen A–D)                                           |
| Verein                  | Qualifikationsberechtigung                                        |
| ----------------------- | ----------------------------------------------------------------- |
| Esteghlal Teheran       | Iranian Pro League 2008/09 Meister                                |
| Zob Ahan Isfahan        | Iranian Pro League 2008/09 Vizemeister Hazfi Cup 2008–09 Gewinner |
| Mes Kerman              | Iranian Pro League 2008/09 3. Platz                               |
| Sepahan Isfahan         | Iranian Pro League 2008/09 4. Platz                               |
|                         |                                                                   |
| Al-Ittihad              | Saudi Professional League 2008/09 Meister                         |
| Al-Shabab               | King Cup of Champions 2008/2009 Gewinner                          |
| Al-Hilal                | Saudi Professional League 2008/09 Vizemeister                     |
| Al-Ahli                 | Saudi Professional League 2008/09 3. Platz                        |
|                         |                                                                   |
| Al-Ahli                 | UAE League 2008/09 Meister                                        |
| Al Ain Club             | UAE President’s Cup 2008/09 Gewinner                              |
| Al-Jazira               | UAE League 2008/09 Vizemeister                                    |
|                         |                                                                   |
| Bunyodkor Taschkent     | Usbekische Profi-Fußballliga 2009 Meister                         |
| Pakhtakor Tashkent      | Usbekischer Pokal 2009 Gewinner                                   |
|                         |                                                                   |
| Al-Gharafa              | Qatar Stars League 2008/09 Meister                                |
| Al-Sadd                 | Emir of Qatar Cup 2009 Gewinner                                   |
|                         |                                                                   |
| Al-Wahda                | Gewinner Qualifikation Westasien                                  |

## Ergebnisse der Qualifikationsrunde
|                           | Ergebnis             |                       |                      |                      |
| Halbfinale Westasien      | Halbfinale Westasien | Halbfinale Westasien  | Halbfinale Westasien | Halbfinale Westasien |
| ------------------------- | -------------------- | --------------------- | -------------------- | -------------------- |
| Al-Karama                 | 0:1                  | Al-Wahda              |                      |                      |
| Churchill Brothers SC     | kampflos*            | Al Kuwait Kaifan      |                      |                      |
| Finale Westasien          |                      |                       |                      |                      |
| Al-Wahda                  | 5:2                  | Churchill Brothers SC |                      |                      |
| Halbfinale Ostasien       |                      |                       |                      |                      |
| FC Singapore Armed Forces | 3:0                  | Sriwijaya FC          |                      |                      |
| SHB Đà Nẵng               | 0:3                  | Muang Thong United    |                      |                      |
| Finale Ostasien           |                      |                       |                      |                      |
| FC Singapore Armed Forces | 0:0 (4:3 i. E.)      | Muang Thong United    |                      |                      |

*Al Kuwait Kaifan war ursprünglich für die Qualifikation der AFC Champions League 2010 startberechtigt, konnte aber nicht die erforderlichen Kriterien der AFC Champions League erfüllen. Churchill Brothers war damit automatisch eine Runde weiter.

## Modus

### Gruppenphase
In der Gruppenphase spielten 32 Mannschaften in acht Gruppen mit jeweils vier Teams im Ligamodus (Hin- und Rückspiel). Dabei wurden die Mannschaften nach geographischen Gesichtspunkten aufgeteilt. In den Gruppen A bis D spielten die Teams aus West- und Zentralasien, in den Gruppen E bis G traten die Mannschaften aus Ost- und Südostasien an. Die beiden Gruppenersten qualifizierten sich für die Finalrunde der letzten 16. Das Turnier wurde mit der Drei-Punkte-Regel ausgetragen.

### Finalrunde
Das Viertelfinale ist ausgelost worden, es konnten jedoch nicht zwei Mannschaften aus einem Land direkt aufeinandertreffen. Die Mannschaften spielten im K.-o.-System mit Hin- und Rückspiel den Turniersieger aus, wobei die Auswärtstorregel galt. Sollte auch im Rückspiel und/oder Endspiel nach regulärer Spielzeit und Verlängerung kein Sieger feststehen, wird der Sieger im Elfmeterschießen ermittelt.
Der Turniersieger qualifizierte sich für die FIFA-Klub-Weltmeisterschaft 2010 in den Vereinigten Arabischen Emiraten.

## Spielplan
- Qualifikationsspiele 30. Januar und 6. Februar
- Gruppenphase: 23./24. Februar, 9./10. März, 23./24. März, 30./31. März, 13./14. April, 27./28. April
- Achtelfinale: 11./12. Mai
- Viertelfinale: 15. September, 22. September
- Halbfinale: 6. Oktober, 20. Oktober
- Finale: 13. November

## Gruppenphase

### Gruppe A
| Pl. | Verein            | Sp. | S | U | N | Tore    | Diff. | Punkte |
| --- | ----------------- | --- | - | - | - | ------- | ----- | ------ |
| 1.  | Al-Gharafa        | 6   | 4 | 1 | 1 | 011:900 | +2    | 13     |
| 2.  | Esteghlal Teheran | 6   | 3 | 2 | 1 | 009:500 | +4    | 11     |
| 3.  | Al-Ahli           | 6   | 2 | 0 | 4 | 011:900 | +2    | 06     |
| 4.  | Al-Jazira         | 6   | 1 | 1 | 4 | 006:140 | −8    | 04     |

|                   | AHL | ALG | AJZ | EST |
| ----------------- | --- | --- | --- | --- |
| Al-Ahli           |     | 0:1 | 5:1 | 1:2 |
| Al-Gharafa        | 3:2 |     | 4:2 | 1:1 |
| Al-Jazira         | 0:2 | 1:2 |     | 2:1 |
| Esteghlal Teheran | 2:1 | 3:0 | 0:0 |     |

### Gruppe B
| Pl. | Verein              | Sp. | S | U | N | Tore    | Diff. | Punkte |
| --- | ------------------- | --- | - | - | - | ------- | ----- | ------ |
| 1.  | Zob Ahan Isfahan    | 6   | 4 | 1 | 1 | 008:300 | +5    | 13     |
| 2.  | Bunyodkor Taschkent | 6   | 3 | 1 | 2 | 010:700 | +3    | 10     |
| 3.  | Al-Ittihad          | 6   | 2 | 2 | 2 | 009:700 | +2    | 08     |
| 4.  | Al-Wahda            | 6   | 1 | 0 | 5 | 003:130 | −10   | 03     |

|            | ZAI | ITT | BUN | WAH |
| ---------- | --- | --- | --- | --- |
| Zob Ahan   |     | 1:0 | 3:0 | 1:0 |
| Al-Ittihad | 2:2 |     | 1:1 | 4:0 |
| Bunyodkor  | 0:1 | 3:0 |     | 4:1 |
| Al-Wahda   | 1:0 | 0:2 | 1:2 |     |

### Gruppe C
| Pl. | Verein             | Sp. | S | U | N | Tore    | Diff. | Punkte |
| --- | ------------------ | --- | - | - | - | ------- | ----- | ------ |
| 1.  | Al-Shabab          | 6   | 3 | 1 | 2 | 010:800 | +2    | 10     |
| 2.  | Pakhtakor Tashkent | 6   | 3 | 0 | 3 | 008:100 | −2    | 09     |
| 3.  | Sepahan Isfahan    | 6   | 2 | 2 | 2 | 005:500 | ±0    | 08     |
| 4.  | Al Ain Club        | 6   | 2 | 1 | 3 | 008:800 | ±0    | 07     |

|                    | AAC | SEP | ALS | PAK |
| ------------------ | --- | --- | --- | --- |
| Al Ain Club        |     | 2:0 | 2:1 | 0:1 |
| Sepahan Isfahan    | 0:0 |     | 1:0 | 2:0 |
| Al-Shabab          | 3:2 | 1:1 |     | 2:1 |
| Pakhtakor Tashkent | 3:2 | 2:1 | 1:3 |     |

### Gruppe D
| Pl. | Verein     | Sp. | S | U | N | Tore    | Diff. | Punkte |
| --- | ---------- | --- | - | - | - | ------- | ----- | ------ |
| 1.  | Al-Hilal   | 6   | 3 | 2 | 1 | 011:700 | +4    | 11     |
| 2.  | MES Kerman | 6   | 3 | 0 | 3 | 013:130 | ±0    | 09     |
| 3.  | Al-Sadd    | 6   | 2 | 2 | 2 | 012:900 | +3    | 08     |
| 4.  | Al-Ahli    | 6   | 1 | 2 | 3 | 009:160 | −7    | 05     |

|            | ASD | AHD | MES | ALH |
| ---------- | --- | --- | --- | --- |
| Al-Sadd    |     | 2:2 | 4:1 | 0:3 |
| Al-Ahli    | 0:5 |     | 2:1 | 2:3 |
| MES Kerman | 3:1 | 4:2 |     | 3:1 |
| Al-Hilal   | 0:0 | 1:1 | 3:1 |     |

### Gruppe E
| Pl. | Verein            | Sp. | S | U | N | Tore    | Diff. | Punkte |
| --- | ----------------- | --- | - | - | - | ------- | ----- | ------ |
| 1.  | Seongnam Ilhwa    | 6   | 5 | 0 | 1 | 011:600 | +5    | 15     |
| 2.  | Beijing Guoan     | 6   | 3 | 1 | 2 | 007:500 | +2    | 10     |
| 3.  | Kawasaki Frontale | 6   | 2 | 0 | 4 | 008:800 | ±0    | 06     |
| 4.  | Melbourne Victory | 6   | 1 | 1 | 4 | 003:100 | −7    | 04     |

|                   | SIC | MEL | BEI | KAW |
| ----------------- | --- | --- | --- | --- |
| Seongnam Ilhwa    |     | 3:2 | 3:1 | 2:0 |
| Melbourne Victory | 0:2 |     | 0:0 | 1:0 |
| Beijing Guoan     | 0:1 | 1:0 |     | 2:0 |
| Kawasaki Frontale | 3:0 | 4:0 | 1:3 |     |

### Gruppe F
| Pl. | Verein               | Sp. | S | U | N | Tore    | Diff. | Punkte |
| --- | -------------------- | --- | - | - | - | ------- | ----- | ------ |
| 1.  | Kashima Antlers      | 6   | 6 | 0 | 0 | 014:300 | +11   | 18     |
| 2.  | Jeonbuk Motors       | 6   | 4 | 0 | 2 | 017:600 | +11   | 12     |
| 3.  | Changchun Yatai F.C. | 6   | 1 | 0 | 5 | 010:700 | +3    | 03     |
| 4.  | Persipura Jayapura   | 6   | 1 | 0 | 5 | 004:290 | −25   | 03     |

|                      | KAS | JEO | PER | CHA |
| -------------------- | --- | --- | --- | --- |
| Kashima Antlers      |     | 2:1 | 5:0 | 1:0 |
| Jeonbuk Motors       | 1:2 |     | 8:0 | 1:0 |
| Persipura Jayapura   | 1:3 | 1:4 |     | 2:0 |
| Changchun Yatai F.C. | 0:1 | 1:2 | 9:0 |     |

### Gruppe G
| Pl. | Verein                 | Sp. | S | U | N | Tore    | Diff. | Punkte |
| --- | ---------------------- | --- | - | - | - | ------- | ----- | ------ |
| 1.  | Suwon Bluewings        | 6   | 4 | 1 | 1 | 013:400 | +9    | 13     |
| 2.  | Gamba Osaka            | 6   | 3 | 3 | 0 | 011:500 | +6    | 12     |
| 3.  | Singapore Armed Forces | 6   | 1 | 1 | 4 | 006:160 | −10   | 04     |
| 4.  | Henan Construction     | 6   | 0 | 3 | 3 | 003:800 | −5    | 03     |

|                    | HEN | GAM | SUW | SAF |
| ------------------ | --- | --- | --- | --- |
| Henan Construction |     | 1:1 | 0:2 | 0:0 |
| Gamba Osaka        | 1:1 |     | 2:1 | 3:0 |
| Suwon Bluewings    | 2:0 | 0:0 |     | 6:2 |
| Singapore AF       | 2:1 | 2:4 | 0:2 |     |

### Gruppe H
| Pl. | Verein                  | Sp. | S | U | N | Tore    | Diff. | Punkte |
| --- | ----------------------- | --- | - | - | - | ------- | ----- | ------ |
| 1.  | Adelaide United         | 6   | 3 | 1 | 2 | 006:400 | +2    | 10     |
| 2.  | Pohang Steelers         | 6   | 3 | 1 | 2 | 008:700 | +1    | 10     |
| 3.  | Sanfrecce Hiroshima     | 6   | 3 | 0 | 3 | 011:110 | ±0    | 09     |
| 4.  | Shandong Luneng Taishan | 6   | 2 | 0 | 4 | 005:800 | −3    | 06     |

|                         | ADU | SHA | SAN | POH |
| ----------------------- | --- | --- | --- | --- |
| Adelaide United         |     | 0:1 | 3:2 | 1:0 |
| Shandong Luneng Taishan | 0:2 |     | 2:3 | 1:2 |
| Sanfrecce               | 1:0 | 0:1 |     | 4:3 |
| Pohang Steelers         | 0:0 | 1:0 | 2:1 |     |

## Finalrunde

### Achtelfinale
Die Begegnungen fanden am 11. und 12. Mai 2010 statt, Rückspiele gibt es im Achtelfinale nicht.
|                  | Ergebnis  |                     |           |           |
| Westasien        | Westasien | Westasien           | Westasien | Westasien |
| ---------------- | --------- | ------------------- | --------- | --------- |
| Al-Gharafa       | 1:0       | Pakhtakor Tashkent  |           |           |
| Al-Shabab        | 3:2       | Esteghlal Teheran   |           |           |
| Zob Ahan Isfahan | 1:0       | MES Kerman          |           |           |
| Al-Hilal         | 3:0       | Bunyodkor Taschkent |           |           |
| Ostasien         |           |                     |           |           |
| Seongnam Ilhwa   | 3:0       | Gamba Osaka         |           |           |
| Suwon Bluewings  | 2:0       | Beijing Guoan       |           |           |
| Kashima Antlers  | 0:1       | Pohang Steelers     |           |           |
| Adelaide United  | 2:3       | Jeonbuk Motors      |           |           |

### Viertelfinale
Die Hinspiele fanden am 15. September, die Rückspiele am 22. September 2010.
|                | Gesamt |                 | Hinspiel | Rückspiel |
| -------------- | ------ | --------------- | -------- | --------- |
| Al-Hilal       | 5:4    | Al-Gharafa      | 3:0      | 2:4 n. V. |
| Zob Ahan       | 3:2    | Pohang Steelers | 2:1      | 1:1       |
| Jeonbok Motors | 1:2    | Al-Shabab       | 0:2      | 1:0       |
| Seongnam Ilhwa | 4:3    | Suwon Bluewings | 4:1      | 0:2       |

### Halbfinale
Die Hinspiele fanden am 6. Oktober, die Rückspiele am 20. Oktober 2010.
|           | Gesamt    |                | Hinspiel | Rückspiel |
| --------- | --------- | -------------- | -------- | --------- |
| Al-Shabab | (a)4:4(a) | Seongnam Ilhwa | 4:3      | 0:1       |
| Zob Ahan  | 2:0       | Al-Hilal       | 1:0      | 1:0       |

### Finale
| Seongnam Ilhwa Chunma                                             | Seongnam Ilhwa Chunma | Zob Ahan Isfahan | Zob Ahan Isfahan |
| ----------------------------------------------------------------- | --- | --- | ---------------- |
| Seongnam Ilhwa Chunma                                             | \| Finale \| \| Samstag, 13. November 2010 um 19:00 Uhr in Tokio (Olympiastadion) \| \| Ergebnis: 3:1 (1:0) \| \| Zuschauer: 27.308 \| \| Schiedsrichter: Yūichi Nishimura ( Japan) \| \| Spielbericht \|                                 | \| Finale \| \| Samstag, 13. November 2010 um 19:00 Uhr in Tokio (Olympiastadion) \| \| Ergebnis: 3:1 (1:0) \| \| Zuschauer: 27.308 \| \| Schiedsrichter: Yūichi Nishimura ( Japan) \| \| Spielbericht \|                                                                                                 | Zob Ahan Isfahan |
| Seongnam Ilhwa Chunma                                             | Jung Sung-ryong – Ko Jae-seong, Sasa Ognenovski , Cho Byung-kuk, Kim Tae-yoon – Mauricio Molina, Jo Jae-cheol, Kim Sung-hwan, Kim Cheol-ho – Cho Dong-keon (88. Namgung Do), Song Ho-young (80. Kim Jin-ryong) Cheftrainer: Shin Tae-yong | Shahab Gordan – Seyed Mohammad Hosseini, Mohamad Ali Ahmadi, Farshid Talebi, Mohammad-Reza Khalatbari – Ghasem Hadadifar , Igor Castro (87. Mohammad Salsali), Mohammad Ghazi – Hossein Mahini, Mehdi Rajabzadeh (69. Esmail Farhadi), Shahin Kheiri (56. Sina Ashouri) Cheftrainer: Mansour Ebrahimzadeh | Zob Ahan Isfahan |
| Seongnam Ilhwa Chunma                                             | 1:0 Ognenovski (29.) 2:0 Cho Byung-kuk (53.) 3:1 Kim Cheol-ho (83.) | 2:1 Khalatbari (67.) | Zob Ahan Isfahan |
| Seongnam Ilhwa Chunma                                             | Jo Jae-cheol (71.) | Hossein Mahini (69.), Mohamad Ali Ahmadi (81.), Sina Ashouri (86.), Mohammad Ghazi (90.) | Zob Ahan Isfahan |
| Finale                                                            | | |                  |
| Samstag, 13. November 2010 um 19:00 Uhr in Tokio (Olympiastadion) | | |                  |
| Ergebnis: 3:1 (1:0)                                               | | |                  |
| Zuschauer: 27.308                                                 | | |                  |
| Schiedsrichter: Yūichi Nishimura ( Japan)                         | | |                  |
| Spielbericht                                                      | | |                  |

## Beste Torschützen
| Rang | Spieler                     | Klub                      | Tore |
| ---- | --------------------------- | ------------------------- | ---- |
| 1    | José Mota                   | Suwon Samsung Bluewings   | 9    |
| 2    | Mauricio Molina             | Seongnam FC               | 7    |
| 3    | Yasser Al-Qahtani           | Al-Hilal (Saudi-Arabien)  | 5    |
|      | Araújo                      | al-Gharafa Sports Club    | 5    |
|      | Denílson Martins Nascimento | Bunyodkor Taschkent       | 5    |
|      | Eninho                      | Jeonbuk Hyundai Motors    | 5    |
|      | Flávio da Silva Amado       | Al-Shabab (Saudi-Arabien) | 5    |
|      | Mohammad Khalatbari         | Zob Ahan Isfahan          | 5    |
|      | Leandro                     | al-Sadd Sports Club       | 5    |
|      | Farhad Majidi               | Esteghlal Teheran         | 5    |
|      | Mehdi Rajabzadeh            | Zob Ahan Isfahan          | 5    |